# Излетиште Липовача
Излетиште Липовача налази се са десне стране пута од Шида ка Илоку, на изласку из села Беркасово, у оквиру Националног парка Фрушка гора. За време првомајских празника, излетиште посећује велики број посетилаца из многих градова и околине.
Долази се асфалтним путем до ресторана „Липовача”, смештеног у великом шумском комплексу липове и храстове шуме. У дубоком зеленилу смештен је депанданс са 47 лежаја. Зелене површине, кружне путне стазе, могу се користити у рекреативне сврхе. Због свих тих предности у непосредној близини се налази велики број викенд кућа са виноградима, воћњацима и баштама. 